# Bessancourt
Bessancourt é uma comuna francesa na região administrativa da Ilha de França, no departamento do Vale do Oise. Estende-se por uma área de 6.39 km². Em 2010 a comuna tinha 7 586 habitantes (densidade: 1 187,2 hab./km²).